# Силы воздушной обороны Республики Казахстан
Силы Воздушной Обороны Республики Казахстан (СВО РК) (каз. Қазақстан Республикасының Әуе қорғаныс күштері) — один из видов вооружённых сил Республики Казахстан. Были сформированы 1 июня 1998 года.
В их задачу входит:
- Обеспечение защиты воздушных рубежей Республики Казахстан.
- Противовоздушная оборона государственных, административных и военных объектов.
- Выполнение боевых задач по авиационной поддержке других видов и родов вооружённых сил Республики Казахстана.

## Советское наследство
К моменту распада СССР на территории Казахской ССР базировались авиационные части и соединения 73-й Воздушной Армии Туркестанского военного округа, Восточного пограничного округа Пограничных войск КГБ СССР и 14-й Отдельной Армии ПВО. При этом в ВВС Казахстана оставались стратегические вооружения — 13 самолётов Ту-95МС-16, 27 самолётов Ту-95МС-6 и 370 крылатых ракет с ядерными боеголовками к ним. 2 июля 1992 года парламент Казахстана ратифицировал Договор СНВ-I и Лиссабонский протокол, согласно которому всё ядерное вооружение и все стратегические бомбардировщики, находившееся на территории Казахстана после распада СССР должны были быть переданы Российской Федерации. В феврале 1994 года все ракеты с ядерными боеголовками и большая часть бомбардировщиков Ту-95МС были передислоцированы в Россию. 23 марта 1995 года Международной экспертной комиссией в ангаре аэродрома Чаган были обнаружены 7 разукомплектованных и не подлежащих ремонту самолётов Ту-95. Глава инспекционной группы Джеймс Фаулер отметил нахождение этих самолётов на территории Казахстана как нарушение. Позже все 7 бомбардировщиков были демонтированы. Таким образом, 33 бомбардировщика были переправлены в Россию, а 7 уничтожено.

### Формирования ВВС
От 73-й Воздушной Армии ТуркВО:

Авиационные соединения
- 11-я гвардейская Днепропетровская Краснознамённая ордена Богдана Хмельницкого смешанная авиационная дивизия (до 1989 года — 24-я ибад)
  - 129-й истребительно-бомбардировочный авиационный полк (в/ч 21751) — на МиГ-27 (Талды-Курган).
  - 149-й гвардейский бомбардировочный авиационный полк (в/ч 65229) — на Су-24. Н. п. Николаевка Алматинской области
  - 905-й истребительный авиационный полк (в/ч 64049) — на МиГ-23 (Талды-Курган).

Отдельные авиационные полки и эскадрильи
- 27-й гвардейский Выборгский Краснознамённый истребительный авиационный полк (в/ч 55748)- на МиГ-21 и МиГ-23. Н. п. Учарал Талды-Курганской области.
- 39-й отдельный разведывательный Никопольский ордена Александра Невского авиационный полк (в/ч 53898) — на МиГ-25РБ и Як-28Р. Балхаш Карагандинской области
- 715-й учебный авиационный полк (в/ч 64207) — на МиГ-29, L-39. Н. п. Луговая Жамбылской области
- 457-й отдельный смешанный авиационный полк (в/ч 53975) — на Ан-12, Ан-26 и Ми-8Т. Алма-Ата
- 157-й отдельный транспортно-боевой вертолетный полк (в/ч 14157) — на Ми-6, Ми-26 и Ми-8. Тараз. Расформирован в 2004 году. Вертолёты были переданы в 603-ю авиабазу (в/ч 53975 ?) в Алматы
- 486-й вертолётный полк (в/ч 01852) — на Ми-8 и Ми-24. Н. п. Учарал Талды-Курганской области.
- 218-я отдельная смешанная авиационная эскадрилья (в/ч 18275) — Ми-8 и Ми-6. Алма-Ата.

### Формирования ПВО
От 14-й отдельной армии ПВО:
- 356-й истребительный авиационный полк (в/ч 54835) — Семипалатинск, МиГ-31. В 2001 году передислоцирован на аэродром Караганда (в/ч 50185).

### Формирования ПВ КГБ СССР
От авиационных частей Восточного пограничного округа Пограничных войск КГБ СССР:
- 10-й отдельный пограничный авиационный полк (в/ч 2177) — на Ан-2, Ан-72, Ми-8 и Ан-26. Н. п. Бурундай Алматинской области
- 22-я отдельная пограничная авиационная эскадрилья (в/ч 9807) — на Ми-8 и Ми-24. Н. п. Учарал Талды-Курганской области.

## Структура

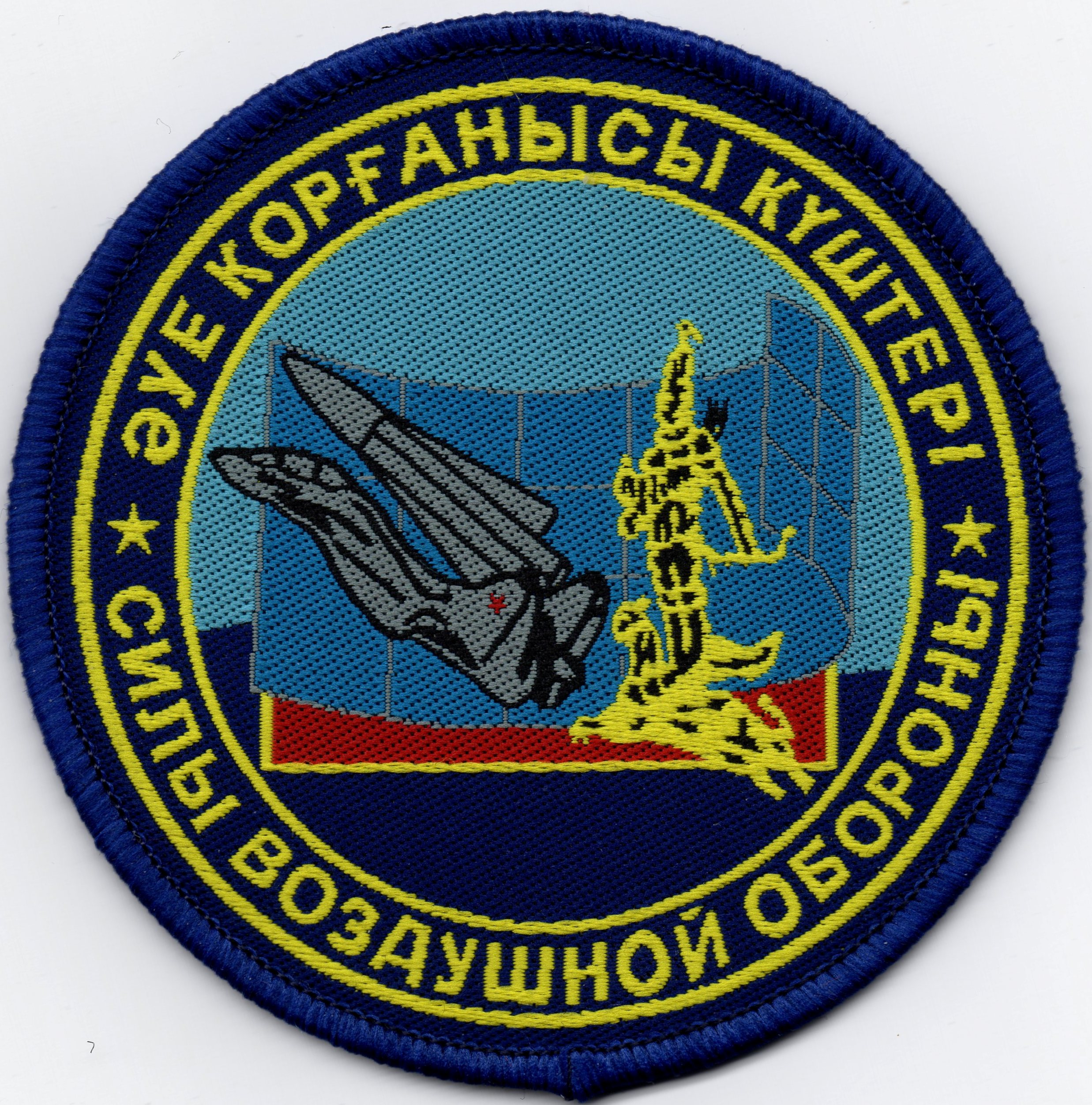
Нарукавный знак Сил воздушной обороны ВС РК (для парадной формы)

### Военно-воздушные силы
ВВС Казахстана являются одними из лучших по уровню подготовки среди стран Центральной Азии. Средний налёт на одного летчика превышает 100 часов, а в 604-х и в 600-х авиабазах средний налёт на одного лётчика составляет около 150 часов, что является хорошим показателем среди стран-членов ОДКБ и сопоставим с налётом авиации стран-членов НАТО, даже если не считать, что условия и качество часов немного различаются.

### Войска противовоздушной обороны
Зенитные ракетные войска (ЗРВ) предназначены для осуществления зенитной ракетной обороны и прикрытия объектов государственного и военного-управления.

### Радиотехнические войска (РТВ)
Радиотехнические войска (РТВ) предназначены для ведения радиолокационной разведки воздушного противника, выдачи информации предупреждения о начале его нападения, боевой информации зенитным ракетным войскам и авиации СВО, контроля за соблюдением порядка использования воздушного пространства Республики Казахстан.

### Дислокация по авиабазам (приблизительные данные)
- 602-я авиабаза (Шымкент) — 6 Су-30 СМ, 12 МиГ-29, 2 МиГ-29УБ, 12 Су-25СМ, 2 Су-25УБМ, 4 Ми-35М, 4 Ми-171Ш;
- 604-я авиабаза (Талдыкорган) — 12 Су-30СМ;
- 605-я авиабаза (Актау) — 10 Су-27, 2 Су-30 СМ, 4 Ми-17 В5, 4 Ми-35М;
- 609-я авиабаза (Балхаш) — 17 L-39 NG;
- 610-я авиабаза (Караганда) — 20 МиГ-31Б/МиГ-31БСМ/МиГ-31ДЗ, 12 Су-30СМ;
- 612-я авиабаза (Тараз) —  3 БПЛА Anka-S, 4 БПЛА Wing Loong;
- 620-й авиаполк (Астана) — для перевозки высокопоставленных лиц;
- 218-я транспортная авиаэскадрилья (Алматы) — 1 транспортный Ан-12, 8 CASA C-295, самолёты и вертолёты для перевозки высокопоставленных лиц.

Учебные самолёты МиГ-29 и L-39 военного института Сил воздушной обороны Республики Казахстан имени дважды героя Т. Я. Бегельдинова базируются в аэропорту Актобе и на учебном грунтовом аэродроме Хлебодаровка в Мартукском районе Актюбинской области (50°32′35″ с. ш. 56°51′23″ в. д. 60 км северо-западнее Актобе, вблизи железнодорожного разъезда № 37). Институт создан в 1996 году на основе бывшего Актюбинского высшего лётного училища гражданской авиации (АВЛУГА).
В аэропорту Актобе также базируется 10 самолётов Як-42, вертолёты Ми-17.

## Техника и вооружение
| Су-30СМ                            |  | Россия                | многоцелевой истребитель                                | 36                                 | В 2022 году Казахстан приобрел для нужд Вооруженных сил четыре многоцелевых истребителя Су-30СМ а также собирается закупить еще 10 многоцелевых истребителя Су-30СМ |
| Су-27 Су-27УБ                      |  | СССР Россия Беларусь  | многоцелевой истребитель                                | 20 4                               | 10 Су-27 модернизированы с 2007 по 2010 годы, в ОАО «558-й Авиационный ремонтный завод» (Барановичи, Беларусь), в модификацию Су-27БМ2 и Су-27 УБМ2. |
| Су-25/Су-25СМ Су-25УБ/Су-25УБМ     |  | СССР Беларусь         | штурмовик                                               | 12 2                               | Проходят модернизацию, в ОАО «558-й Авиационный ремонтный завод» (Барановичи, Беларусь), в модификации Су-25СМ/Су-25УБМ. |
| Учебно-тренировочный самолет       |  |                       |                                                         |                                    | |
| Aero L-39 Albatros                 |  | Чехословакия          | учебно-боевой самолёт                                   | 19                                 | Постепенно проходят модернизацию до модификаций L-39 NG и уже поступается в войсках |
| Z-242L                             |  | Чехословакия          | учебный                                                 | 2                                  | |
| Транспортные самолёты              |  |                       |                                                         |                                    | |
| Airbus A400M                       |  | Евросоюз              | военно-транспортный самолёт                             | 1/2                                | Контракт о покупке двух самолетов А400М был подписан министром индустрии и инфраструктурного развития РК Бейбутом Атамкуловым и вице-президентом концерна Airbus Альберто Гутьерресом |
| CASA C-295                         |  | Испания               | военно-транспортный самолёт                             | 9                                  | Как сообщает Infodefensa.com, контракт на приобретение третьего самолета был подписан 31 января в штаб-квартире Airbus Defense and Space в Севилье (Испания). Издание напоминает, что для Военно-воздушных сил Республики Казахстан ранее было приобретено 9 ед. C-295.                                                                     |
| Let L-410 Turbolet                 |  | Чехия                 | Многоцелевой транспортный самолёт                       | 8 минимум. Ожидается ещё 4 единиц. | В авиационный парк Военного института Сил воздушной обороны поступили 8 новых лёгких транспортных самолёта L-410. |
| Y-8F-200WA                         |  | Китай                 | военно-транспортный самолёт                             | 6                                  | Казахстан получил шестой военно-транспортный самолёт Shaanxi Y-8F200WA |
| Ан-12                              |  | СССР                  | военно-транспортный самолёт                             | 2                                  | В лётном состоянии находиться лишь один самолёт Ан–12ППС с бортовым номером 18, который был модернизирован в 2011 году на ОАО «Авиационный ремонтный завод 325» (Таганрог, Россия). Борт превратился в десантный самолет с дополнительными топливными баками.                                                                               |
| Ан-26 Ан-26Б                       |  | СССР                  | военно-транспортный самолёт                             | 6                                  | |
| Ан-30                              |  | СССР                  | самолёт аэрофотосъёмки                                  | 1                                  | |
| Ан-72                              |  | СССР                  | транспортный самолёт                                    | 2                                  | |
| Ту-134                             |  | СССР                  | административный самолёт                                | 2                                  | |
| Ту-154M                            |  | СССР                  | административный самолёт                                | 1                                  | |
| Вертолеты                          |  |                       |                                                         |                                    | |
| Ми-35М                             |  | Россия                | ударный вертолёт                                        | 12                                 | |
| Ми-24В                             |  | СССР                  | транспортно-боевой вертолёт                             | 20                                 | В нелётном состоянии. Находятся на разборке на запчасти "донорство" на Авиаремонтном заводе №405. г.Алматы. |
| Ми-17В-5 Ми-171Ш                   |  | СССР Россия Казахстан | транспортный вертолёт                                   | 20 6                               | в Казахстане осуществляется Серийное производство/Сборка Ми-8, Ми-17 и Ми-171 различных модификаций |
| Ми-26                              |  | СССР                  | тяжелый транспортный вертолёт                           | 4                                  | В 1992 году, от 157 вертолётного полка (612-я авиабаза) Казахстану досталось 24 вертолёта, из них 20 машин в нелётном состоянии и сняты с вооружения. 4 машины было восстановлено на российских авиаремонтных заводах. Из них в частях СВО РК - 2 единицы (бортовые номера №91 и №92). А ещё 2 единицы переданы в отряд КазАвиаСпас МЧС РК. |
| Bell-205 UH-1 Iroquois             |  | США                   | многоцелевой вертолёт                                   | 4                                  | |
| Eurocopter EC145                   |  | Казахстан             | многоцелевой вертолёт                                   | 20+                                | Казахстан намерен приобрести 45 многоцелевых вертолетов EC145 европейского производства, сообщает ресурс Flightglobal. В дальнейшем эти вертолеты будут собираться в Казахстане. |
| Беспилотные летательные аппараты   |  |                       |                                                         |                                    | |
| TAI Anka                           |  | Турция                | Беспилотный летательный аппарат                         | 3                                  | В соответствии с заключенным контрактом, Казахстан до 2023 года получат 3 единицы БПЛА Anka, 2 наземные станции, а также пакет логистической поддержки (техническая документация, обучение и запасные части). Производство дронов ANKA в Казахстане планируется начать в 2024 году                                                          |
| Wing Loong (GJ-1)                  |  | Китай                 | разведывательно-ударный беспилотный летательный аппарат | 4                                  | |
| Зенитный ракетный комплекс         |  |                       |                                                         |                                    | |
| Ground Master 400                  |  | Франция               | зенитно-ракетный комплекс (ЗРК)                         | 16                                 | Франция планирует поставить системы Ground Master 400 |
| С-300ПС                            |  | СССР Казахстан Россия | зенитно-ракетный комплекс (ЗРК)                         | 40+ ПУ (5 дивизионов)              | 20 дивизионов С-300ПС и некоторое количество С-300П на 2016 год. В феврале 2009 подписан контракт на поставку 10 дивизионов С-300ПМУ-1 из резерва ВС РФ. В январе 2014 году подписан контракт о поставке 5 дивизионов С-300ПС из состава ВС РФ Стандартный состав дивизиона. ЗРК С-300 включает 12 мобильных пусковых установок.            |
| С-200                              |  | СССР                  | зенитный ракетный комплекс (ЗРК)                        | 3 ПУ (1 дивизион)                  | |
| С-125-1Т С-125МК С-125 «Печора-2Т» |  | СССР Беларусь         | зенитно-ракетный комплекс (ЗРК)                         | 3 24                               | 18-24 ЗРК модернизированы до «Печора-2Т». 3 С-125-1Т |
| С-75 «Двина»                       |  | СССР                  | зенитный ракетный комплекс (ЗРК)                        | 12 ПУ(2 дивизиона)                 | |
| КУБ ЗРК                            |  | СССР                  | зенитный ракетный комплекс                              | н/д                                | |
| Бук-М2Э                            |  | Россия                | зенитно-ракетный комплекс (ЗРК)                         | 3                                  | В 2019-2020 годы на вооружение казахстанской армии поступили зенитные ракетные комплексы «Бук-М2Э», радиолокационные станции «Роса-РБ», а также отечественные РЛС «Нур», которые уже стоят на защите воздушных рубежей страны. |
| Тор-М2К                            |  | Россия                | зенитно-ракетныйкомплекс (ЗРК)                          | 12 ПУ                              | Казахстан купил у России один дивизион «Тор-М2К» |
| Стрела-10                          |  | СССР                  | зенитно-ракетный комплекс (ЗРК)                         | н/д                                | |

## Опознавательные знаки
Основой опознавательного знака ВВС Казахстана является красная звезда (похожая на опознавательные знаки ВВС СССР) с жёлтой окантовкой, в середине — стилизованное солнце, а на переднем плане изображение орла.
Опознавательный знак является единым для ВС Казахстана.

Опознавательный знак ВВС Казахстана

## Галерея

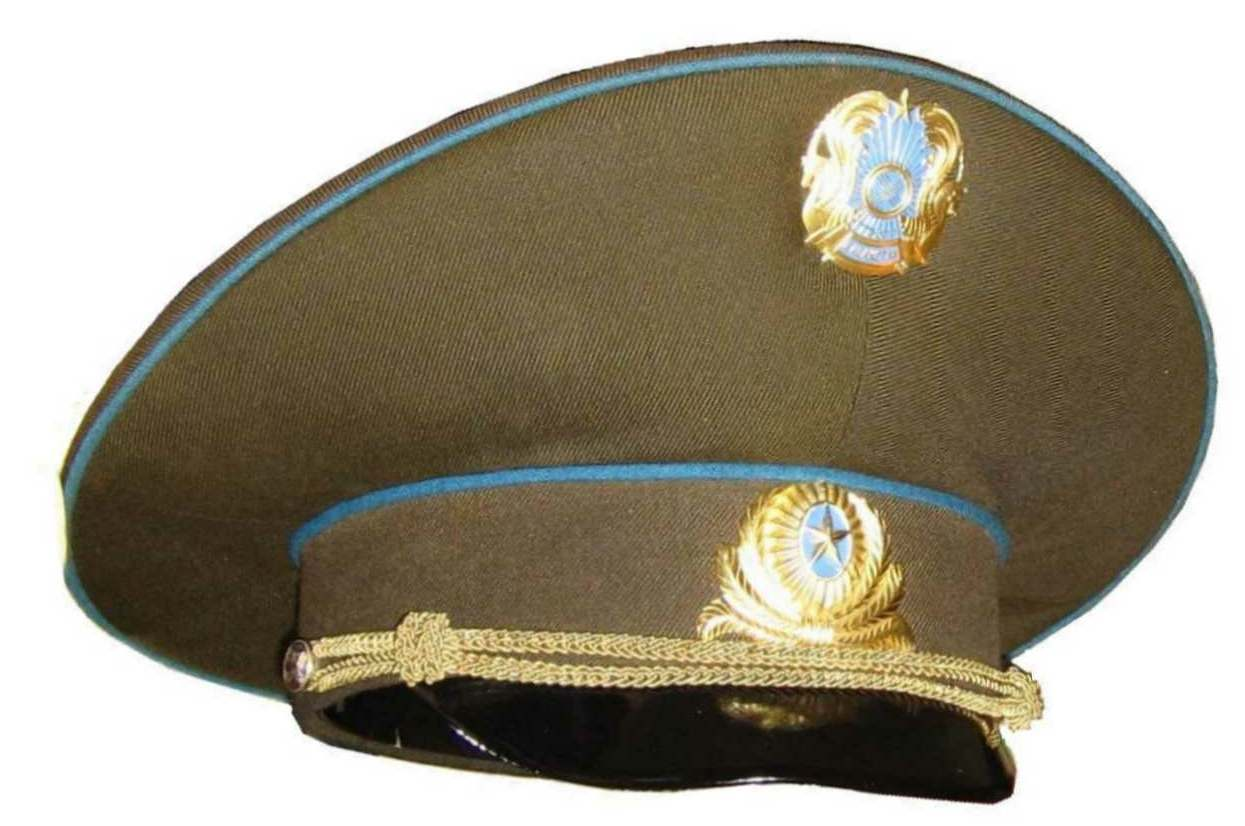
Форменная фуражка офицера ВВС Республики Казахстан
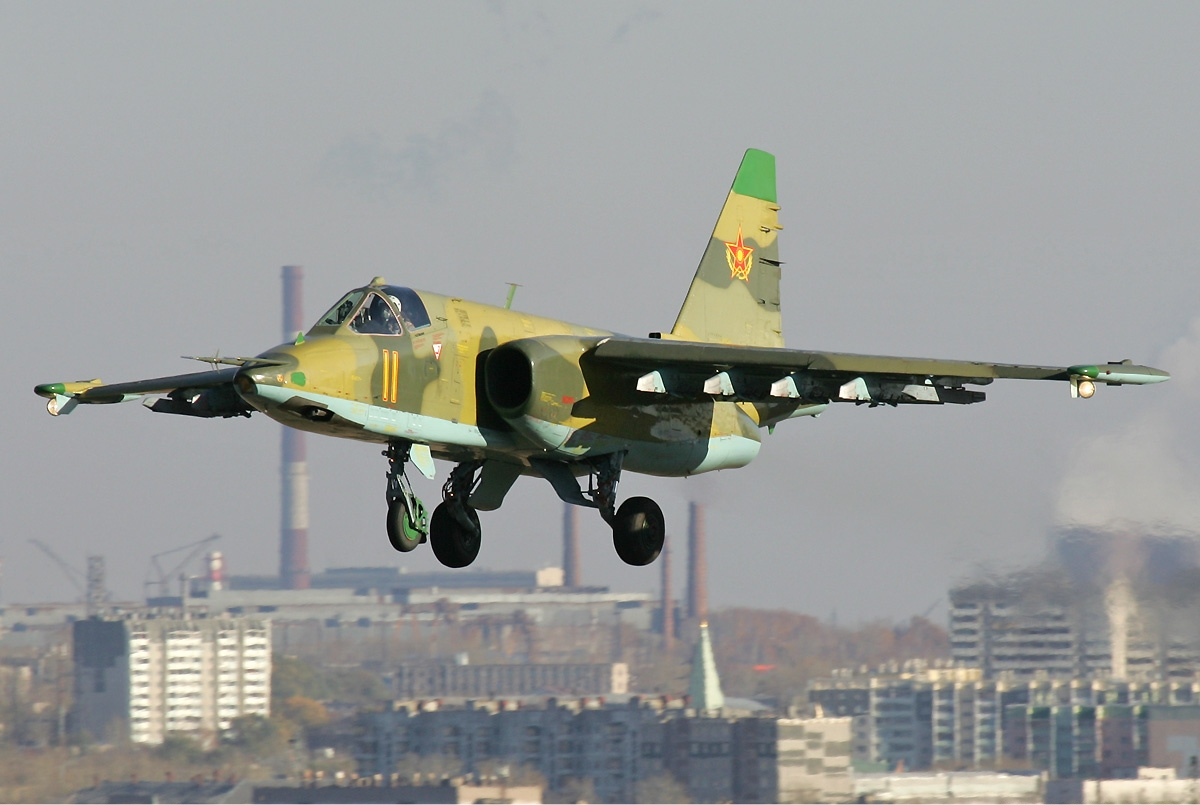
Су-25
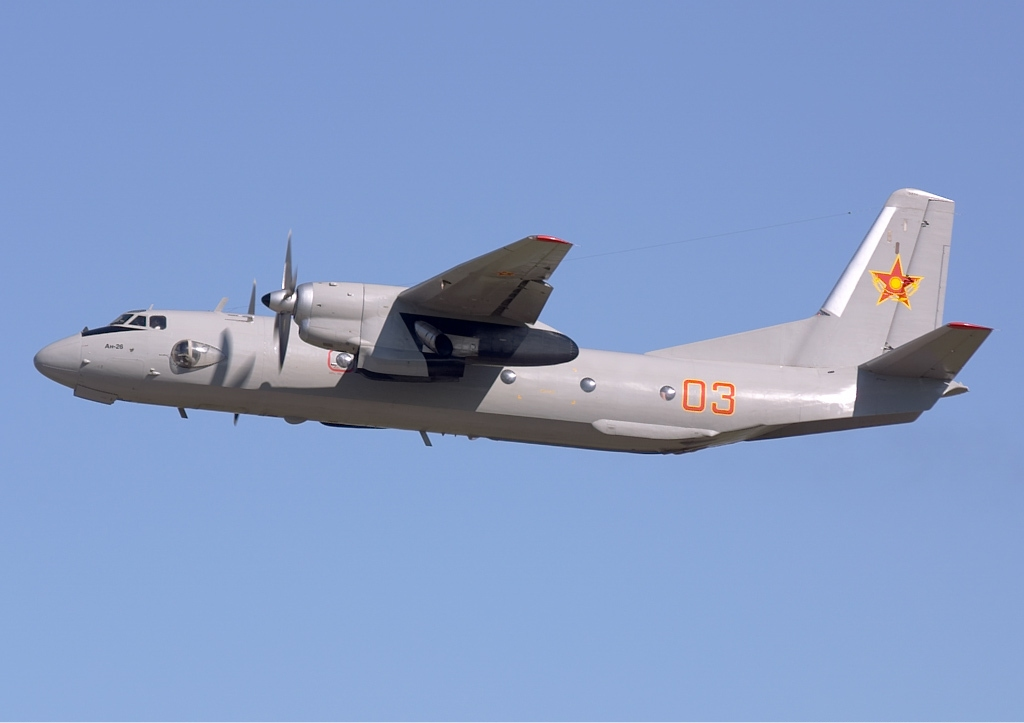
Ан-26
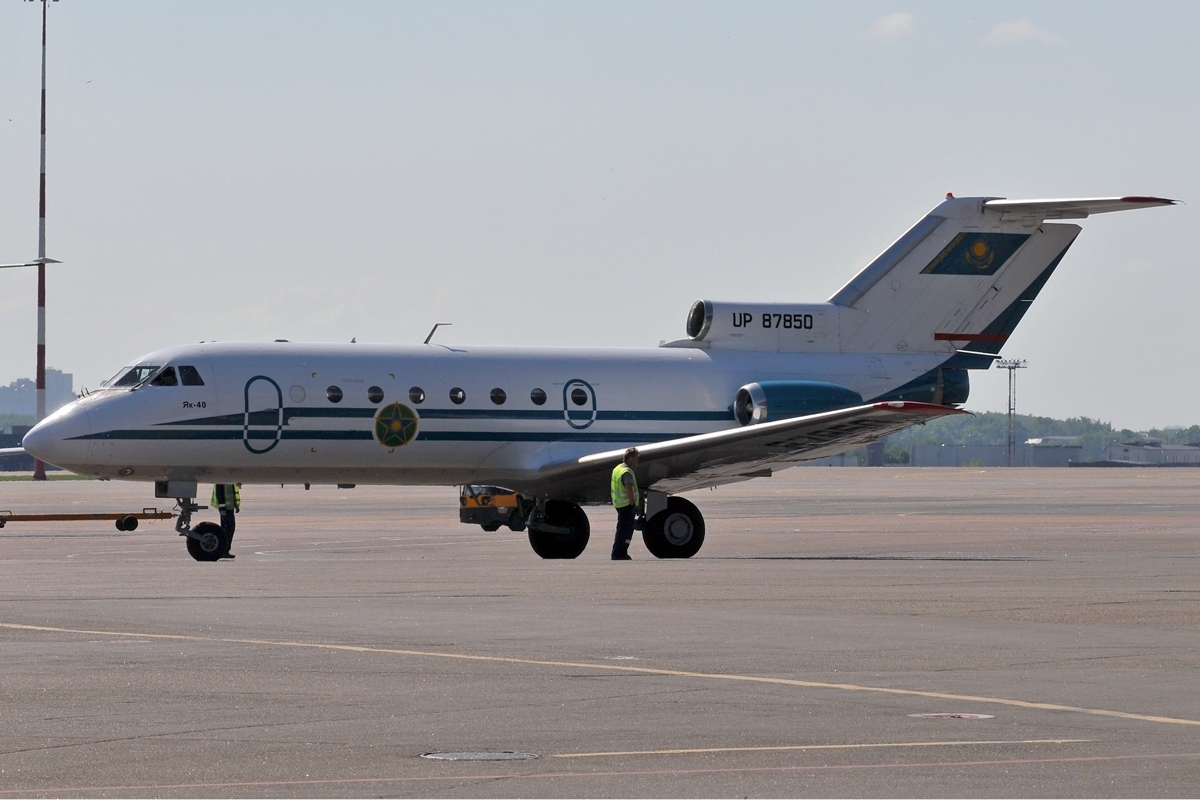
Як-40
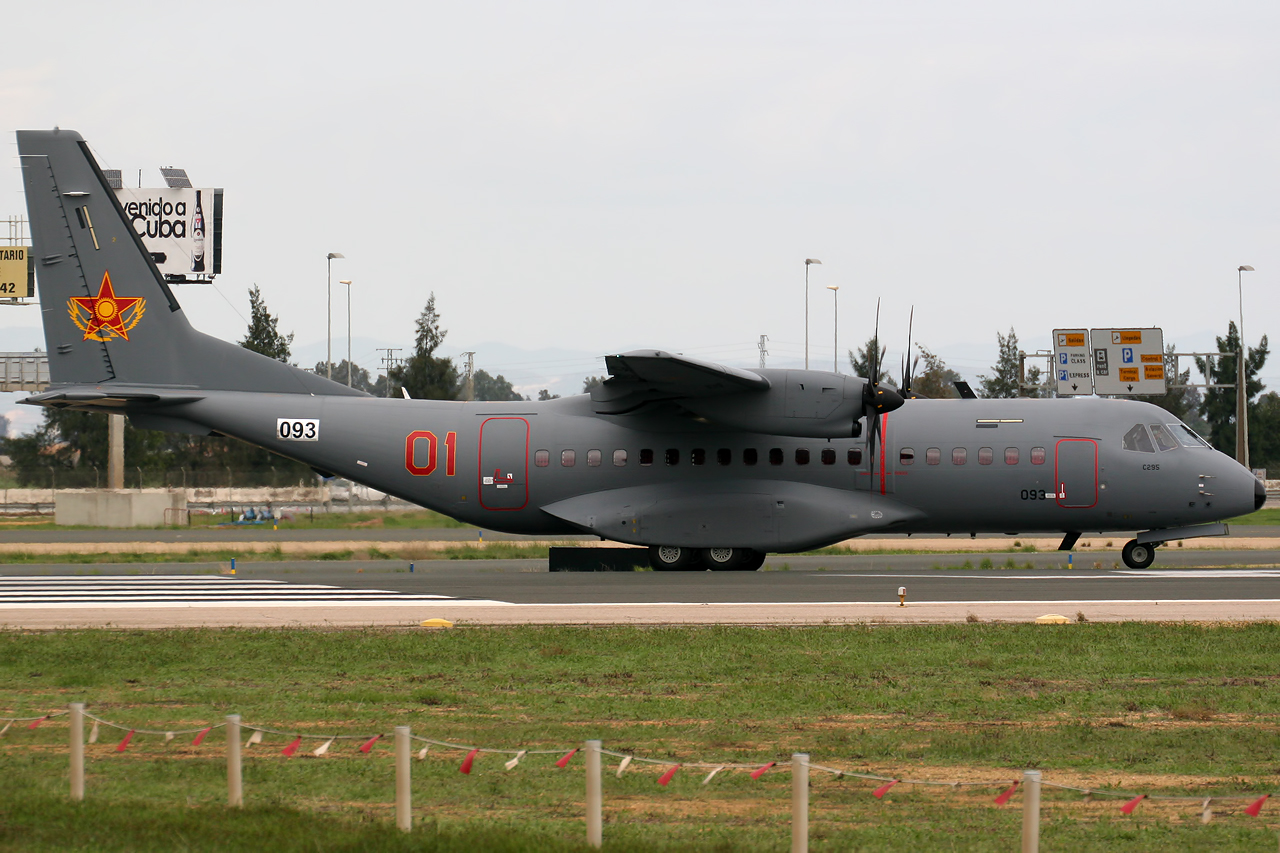
CASA C-295
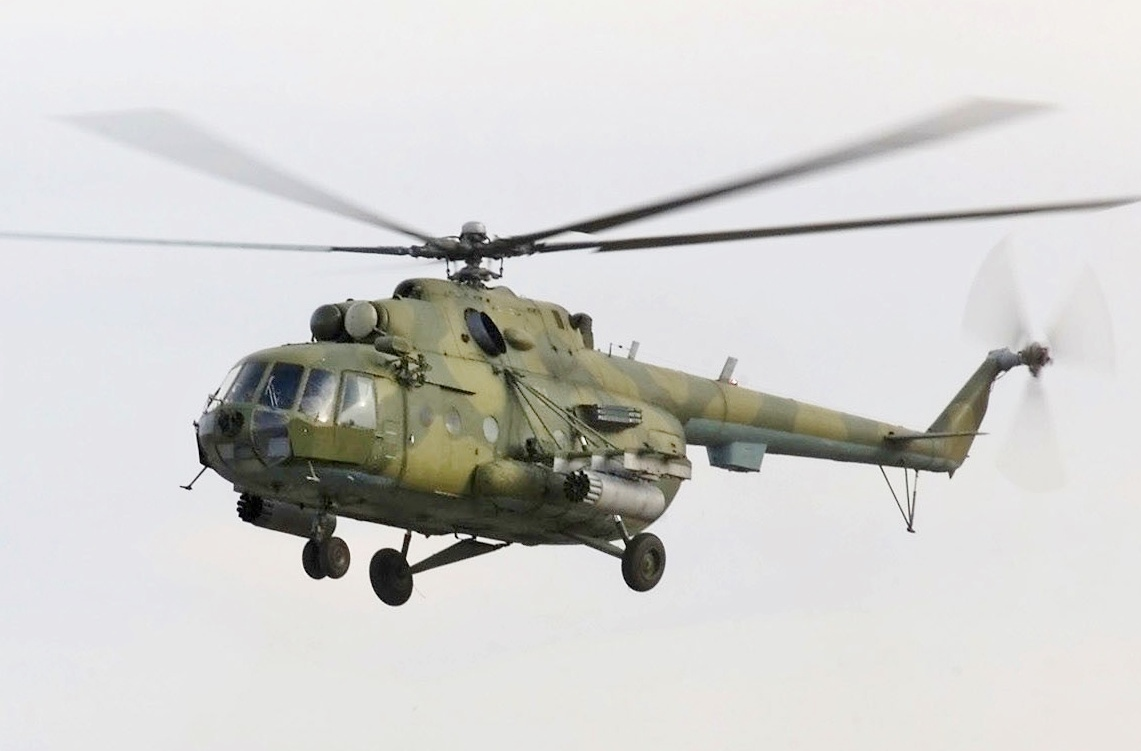
Ми-8АМТ

## [1]Литература[2][3]
- СВО Казахстана: обзор (рус.) // Вооружённые силы стран мира : журнал. — 2015. — № 85. — С. 1160.01.